# Medaglia d'oro AIA
La medaglia d'oro AIA viene conferita dall'American Institute of Architects in riconoscimento di un corpus significativo di lavori che hanno una duratura influenza sulla teoria e la pratica dell'architettura". È il più alto riconoscimento organizzato da questo istituto. La medaglia fu istituita nel 1907. Dal 1947, la medaglia viene conferita più o meno annualmente.

## Elenco dei vincitori
- 1907  Sir Aston Webb
- 1909  Charles Follen McKim [3]
- 1911  George Browne Post
- 1914  Jean-Louis Pascal
- 1920  Egerton Swartwout
- 1922  Victor Laloux
- 1923  Henry Bacon
- 1925  Bertram Grosvenor Goodhue
- 1925  Sir Edwin Landseer Lutyens
- 1927  Howard Van Doren Shaw
- 1929  Milton Bennett Medary
- 1933  Ragnar Östberg
- 1938 / Paul Philippe Cret
- 1944  Louis Henri Sullivan [3]
- 1947 / Eliel Saarinen
- 1948  Charles Donagh Maginnis
- 1949  Frank Lloyd Wright
- 1950  Sir Patrick Abercrombie
- 1951  Bernard Ralph Maybeck
- 1952  Auguste Perret (France)
- 1953  William Adams Delano
- 1954: non assegnato
- 1955  William Marinus Dudok
- 1956  Clarence S. Stein
- 1957  Louis Skidmore
- 1957  Ralph Walker
- 1958  John Wellborn Root [3]
- 1959 / Walter Adolph Gropius
- 1960 / Ludwig Mies van der Rohe (
- 1961  Le Corbusier (Switzerland)
- 1962 / Eero Saarinen [3]
- 1963  Alvar Aalto (Finland)
- 1964  Pier Luigi Nervi (Italy)
- 1965: non assegnato
- 1966  Kenzo Tange (Japan)
- 1967  Wallace Kirkman Harrison
- 1968 / Marcel Lajos Breuer
- 1969  William Wilson Wurster
- 1970  Richard Buckminster Fuller
- 1971  Louis I. Kahn
- 1972 / Pietro Belluschi
- 1973: non assegnato
- 1974: non assegnato
- 1975: non assegnato
- 1976: non assegnato
- 1977 / Richard Neutra [3]
- 1978  Philip Cortelyou Johnson
- 1979  Ieoh Ming Pei
- 1980: non assegnato
- 1981  Josep Lluís Sert
- 1982 / Romaldo Giurgola
- 1983  Nathaniel Alexander Owings
- 1984: non assegnato
- 1985  William Wayne Caudill [3]
- 1986  Arthur Charles Erickson
- 1987: non assegnato
- 1988: non assegnato
- 1989  Joseph Esherick
- 1990  E. Fay Jones
- 1991  Charles Willard Moore
- 1992  Benjamin C. Thompson
- 1993  Kevin Roche
- 1993  Thomas Jefferson [3]
- 1994  Norman Foster
- 1995  César Pelli
- 1996: non assegnato
- 1997  Richard Meier
- 1998: non assegnato
- 1999 / Frank Gehry
- 2000  Ricardo Legorreta Vilchis
- 2001  Michael Graves
- 2002  Tadao Ando
- 2003: non assegnato
- 2004  Samuel Mockbee [3]
- 2005 / Santiago Calatrava
- 2006  Antoine Predock
- 2007  Edward Larrabee Barnes [3]
- 2008  Renzo Piano
- 2009  Glenn Murcutt
- 2010  Peter Bohlin
- 2011  Fumihiko Maki
- 2012  Steven Holl
- 2013  Thom Mayne
- 2014  Julia Morgan [3][4][5]
- 2015 // Moshe Safdie
- 2016  Robert Venturi e Denise Scott Brown
- 2017  Paul Revere Williams [3][6][7]
- 2018  James Stewart Polshek
- 2019  Richard Rogers
- 2020  Marlon Blackwell [8][9]
- 2021  Edward Mazria [10][11]
- 2022  Angela Brooks E Lawrence Scarpa
- 2023  Carol Ross Barney [12][13]
- 2024  David Lake e Ted Flato
- 2025  Deborah Berke